# Fövenyes megállóhely
Fövenyes megállóhely egy Veszprém vármegyei vasúti megállóhely, a MÁV üzemeltetésében. Névadója Balatonudvari Fövenyes nevű településrésze, amelynek délnyugati sarkánál helyezkedik el, de közigazgatásilag már Balatonakali település területén található. Közúti elérését a 71-es főút felől önkormányzati utak biztosítják.

## Vasútvonalak
A megállóhelyet az alábbi vasútvonalak érintik:
- Börgönd–Szabadbattyán–Tapolca-vasútvonal

## Kapcsolódó állomások
A megállóhelyhez az alábbi állomások vannak a legközelebb:
- Balatonudvari megállóhely (Börgönd–Szabadbattyán–Tapolca-vasútvonal)
- Balatonakali-Dörgicse vasútállomás (Börgönd–Szabadbattyán–Tapolca-vasútvonal)

## Forgalom
| Járat                | Útvonal | Gyakoriság                 |
| -------------------- | --- | -------------------------- |
| személyvonat         | Székesfehérvár – Maroshegy – Szabadbattyán – Polgárdi-Ipartelepek – Polgárdi – Füle – Balatonfőkajár felső – Csajág – Balatonakarattya – Csittényhegy – Balatonkenese – Balatonfűzfő – Balatonalmádi – Káptalanfüred – Alsóörs – Csopak – Balatonarács – Balatonfüred – Aszófő – Örvényes – Balatonudvari – Fövenyes – Balatonakali-Dörgicse – Zánka-Erzsébettábor – Zánka-Köveskál – Balatonszepezd – Szepezdfürdő – Révfülöp – Balatonrendes – Ábrahámhegy – Badacsonyörs – Badacsonytomaj – Badacsony – Badacsonylábdihegy – Badacsonytördemic-Szigliget – Nemesgulács-Kisapáti – Tapolca | Napi 1 pár (Kivéve nyáron) |
| személyvonat         | Balatonfüred – Aszófő – Örvényes – Balatonudvari – Fövenyes – Balatonakali-Dörgicse (– Zánka-Erzsébettábor) – Zánka-Köveskál – Balatonszepezd – Szepezdfürdő – Révfülöp – Balatonrendes – Ábrahámhegy (– Badacsonyörs) – Badacsonytomaj – Badacsony (– Badacsonylábdihegy) – Badacsonytördemic-Szigliget – Nemesgulács-Kisapáti – Tapolca | Nyáron napi 10 pár         |
| sebesvonat           | Budapest-Déli – Budapest-Kelenföld – Székesfehérvár – Balatonakarattya – Balatonkenese – Balatonfűzfő – Balatonalmádi – Alsóörs – Csopak – Balatonfüred – Aszófő – Örvényes – Balatonudvari (– Fövenyes) – Balatonakali-Dörgicse – Zánka-Erzsébettábor – Zánka-Köveskál – Balatonszepezd (– Szepezdfürdő) – Révfülöp – Balatonrendes – Ábrahámhegy – Badacsonyörs – Badacsonytomaj – Badacsony – Badacsonylábdihegy – Badacsonytördemic-Szigliget – Nemesgulács-Kisapáti – Tapolca | Napi 4 pár                 |
| Kék Hullám InterCity | Budapest-Déli – Budapest-Kelenföld – Székesfehérvár – Balatonalmádi – Balatonfüred – Aszófő – Örvényes – Balatonudvari – Fövenyes – Balatonakali-Dörgicse – Zánka-Erzsébettábor – Zánka-Köveskál – Balatonszepezd – Révfülöp – Balatonrendes – Ábrahámhegy – Badacsonytomaj – Badacsony – Badacsonylábdihegy – Badacsonytördemic-Szigliget – Nemesgulács-Kisapáti – Tapolca (– napi 1-2 tovább Szombathely felé) | Nyáron 2 óránként          |